# 김동욱 (쇼트트랙 선수)
김동욱(1993년 4월 23일~)은 대한민국의 쇼트트랙 선수이다.

## 방송
- 2022년 3월 MBC 《황금어장 라디오스타》 (곽윤기, 박장혁, 이준서)